# Skedee, Oklahoma
Skedee, Oklahoma (енгл. Skedee) град је у америчкој савезној држави Оклахома.

## Демографија
По попису из 2010. године број становника је 51, што је 51 (-50,0%) становника мање него 2000. године.
| Група             | 2000.      | 2010.      |
| Белци             | 98 (96,1%) | 49 (96,1%) |
| Афроамериканци    | 0 (0,0%)   | 0 (0,0%)   |
| Азијати           | 0 (0,0%)   | 0 (0,0%)   |
| Хиспаноамериканци | 0 (0,0%)   | 0 (0,0%)   |
| Укупно            | 102        | 51         |